# LB&SCR-Klasse H2
Als Klasse H2 bezeichnete die britische Bahngesellschaft London, Brighton and South Coast Railway (LB&SCR) sechs in den Jahren 1911 und 1912 gebaute Dampflokomotiven der Achsfolge Atlantic (2’B1’). Gebaut wurden die Lokomotiven nach einem Entwurf von Douglas Earle Marsh, dem Locomotive, Carriage and Wagon Superintendent der LB&SCR, in den unternehmenseigenen Brighton Works; sie waren eine Weiterentwicklung der ab 1905 gebauten Lokomotiven der LB&SCR-Klasse H1. Die Lokomotiven bewährten sich bei der LB&SCR gut und übernahmen wichtige Expresszugleistungen zwischen London und Zielen an der englischen Südküste. Auch nachdem die LB&SCR 1923 im Zuge der Umsetzung des Railways Act 1921 in der Southern Railway (SR) aufgegangen war, wurden sie weiter vor Expresszügen eingesetzt. Alle Lokomotiven wurden von British Railways (BR) 1948 übernommen. Sie waren die letzten noch von BR eingesetzten Atlantics, die letzte Maschine wurde im April 1958 ausgemustert. Kein Exemplar der Klasse blieb erhalten, die Bluebell Railway nahm jedoch im Juni 2024 einen Nachbau der Klasse in Betrieb.

## Geschichte
Den Zeichnungssatz für die Vorgängerbaureihe H1 hatte D.E. Marsh bei Amtsantritt 1905 von seiner vorigen Position als Assistent von Henry A. Ivatt, dem Locomotive, Carriage and Wagon Superintendent der Great Northern Railway (GNR) mitgebracht, wo er maßgeblich am Entwurf der dortigen Large Atlantics der GNR-Klasse C1 beteiligt gewesen war.  Die fünf nach diesem Vorbild gebauten H1 hatten sich bald bewährt und die LB&SCR hatte Bedarf an weiteren leistungsfähigen Expresszuglokomotiven. 1911 bauten die unternehmenseigenen Werkstätten in Brighton daher fünf Maschinen, die weitgehend den bewährten H1 entsprachen, aber technisch weiterentwickelt worden waren, insbesondere durch die Ausführung als Heißdampflokomotiven. Marsh, dem vom Board of Directors der LB&SCR zu dieser Zeit die zunehmenden Betriebsprobleme aufgrund anhaltender Unterhaltungsrückstände in den im Umbau befindlichen Werkstätten der LB&SCR zum Vorwurf gemacht wurden, war zu dieser Zeit bereits längerfristig erkrankt und ging zum Jahresende 1911 in den Ruhestand. Der Entwurf der H2 wurde daher im Wesentlichen von seinem Assistenten und späteren Nachfolger Lawson Billinton verantwortet. Kurz nach Marshs Ausscheiden lieferten die Brighton Works Anfang 1912 noch eine sechste Maschine.
Die LB&SCR setzte die Maschinen gemeinsam mit den H1 vor allem vor Expresszügen auf der Brighton Main Line zwischen London Victoria und Brighton ein, darunter der Pullmanzug Southern Belle, der Vorgänger des Brighton Belle. Expresszüge zu anderen Zielen entlang der Südküste zählten ebenfalls zu ihren Aufgaben.
Im Zuge des „Groupings“ der britischen Bahngesellschaften nach Inkrafttreten des Railways Act 1921 ging die LB&SCR in der Southern Railway auf. Diese gab allen ihren Expresszugmaschinen Namen, die H2 erhielten, wie auch die H1, Namen bekannter Landmarken entlang der englischen Südküste, wie etwa Beachy Head oder The Needles. Bereits ab 1925 verdrängten die von der SR neubeschafften, leistungsfähigeren Lokomotiven der King Arthur-Klasse und kurzzeitig auch der River-Klasse die Atlantics von einem Teil der Einsätze zwischen London und Brighton. Sie übernahmen als Ersatz Leistungen unter anderem vor den „Boat trains“ zwischen London und Newhaven, wo Anschluss mit Kanalfähren nach Dieppe bestand. Die Elektrifizierung der Brighton Main Linie 1933 führte dazu, dass sie von dieser Strecke weitgehend verdrängt wurden.
Während des Zweiten Weltkriegs verkehrten die „Boat trains“ nicht und ein Teil der H1/H2 wurde abgestellt. Die übrigen wurden für diverse Zwecke verwendet, bspw. Verstärkerzüge im Londoner Vorortverkehr. Zwei H1 musterte die SR 1944 aus. Die verbleibenden Lokomotiven übernahmen nach Kriegsende wieder die Leistungen zwischen London und Newhaven, bis sie 1949, bereits zu Zeiten von British Railways, durch die neuen elektrischen Lokomotiven der BR-Klasse 70 ersetzt wurden. Während die H1 1951 ausgemustert wurden, setzte BR die fünf noch vorhandenen H2 (die Lokomotive 32423 The Needles war im Mai 1949 abgestellt worden) weiter ein. Zu ihren Aufgaben gehörten Verstärkungszüge im Zubringerverkehr zu den Fähren in Newhaven, aber auch schwere Vorortzüge in der Hauptverkehrszeit, so etwa zwischen Victoria und East Grinstead. Weitere Aufgaben waren Expresszüge auf der West Coastway Line zwischen Brighton und Portsmouth und sommerliche Urlauberzüge aus den Midlands an die Südküste, die sie im Bahnhof Kensington Olympia im Westen Londons übernahmen.
Im August und September 1956 musterte British Railways vier der Maschinen aus, es verblieb lediglich noch die Lokomotive 32424 Beachy Head im Bestand, die schließlich die letzte Atlantic in den Diensten von BR überhaupt war. Ihre letzte Leistung war ein Sonderzug für Eisenbahnfans mit 12 Wagen im April 1958 von London nach Newhaven und weiter bis Brighton. Von dort brachte sie die leere Zugarnitur nach Eastleigh und wurde in den dortigen Werkstätten abgestellt. Bereits im Mai 1958 wurde sie dort, wie zuvor die früher ausgemusterten H2, verschrottet.

## Technik
Die wesentlichen technischen Änderungen gegenüber den H1 waren der Einbau von Überhitzern nach dem Patent von Wilhelm Schmidt und die Verwendung moderner Kolbenschieber anstelle von Flachschiebern bei den Zylindern, die zudem einen größeren Durchmesser bekamen. Weiterhin wurde der Kesseldruck von 200 PSi auf 170 PSi reduziert. Optisch auffälligster Unterschied ist der Umlauf, der im Bereich der Kuppelachsen und über den Zylinderblöcken gerade in gleichbleibender Höhe und nicht wellenförmig wie bei den H1 ausgeführt wurde. Rahmen, Radsätze, Steuerung und sonstige Bauteile erfuhren dagegen keine nennenswerten Änderungen. Wie die H1 und bereits das Vorbild der C1 besaßen die Maschinen einen Blechrahmen, außenliegende Zylinder und innenliegende Stephenson-Steuerung.

## Nachbau

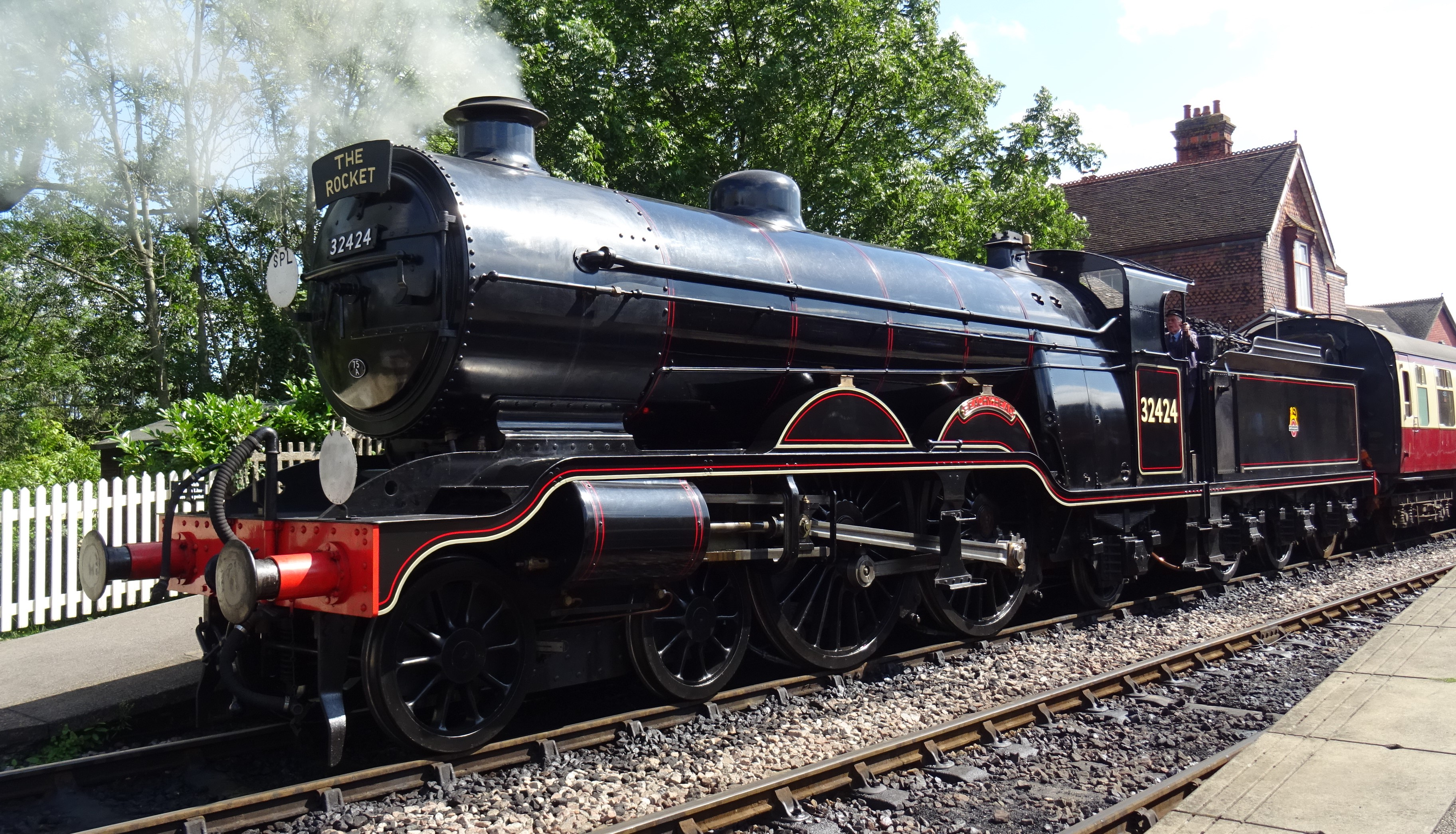
Nachbaulokomotive 32424 Beachy Head im August 2024 im Einsatz auf der Bluebell Railway

Die Bluebell Railway kündigte im Jahr 2000 an, dass sie einen Nachbau der Klasse H2 beabsichtigt, nachdem sie einen Kessel der GNR-Klasse C1 und weitere Originalteile, darunter einen Tenderrahmen mit Radsätzen, erwerben konnte. In den eigenen Werkstätten fertigte sie in den Folgejahren weitere Bauteile an. 2006 erhielt sie als Spende den Regler der 1958 verschrotteten Lokomotive 32424 Beachy Head. Der schrittweise Nachbau zog sich bis ins Jahr 2024 hin. Am 7. Juni 2024 setzte sich die nachgebaute Maschine, die wie die letzte ausgemusterte Originallokomotive als 32424 Beachy Head bezeichnet wird, erstmals aus eigener Kraft in Bewegung. Die offizielle Inbetriebnahme und die ersten Einsätze im Museumszugdienst der Bluebell Railway fanden am 23. August 2024 statt. Die Lokomotive wird zunächst ausschließlich auf der Strecke der Bluebell Railway eingesetzt, eine Zulassung für das Netz von Network Rail ist nicht vorgesehen.